# Zarzecze 1
Zarzecze 1 (biał. Зарэчча 1, ros. Заречье-1) – wieś na Białorusi, w obwodzie mińskim, w rejonie mińskim, w sielsowiecie Zdanowicza. Leży nad zbiornikiem zasławskim.
W czasach Rzeczypospolitej ziemie te leżały w województwie mińskim. Odpadły od Polski w wyniku II rozbioru. W granicach Rosji wieś należała do ujezdu mińskiego w guberni mińskiej. Ponownie pod polską administracją w latach 1919–1920 w okręgu mińskim Zarządu Cywilnego Ziem Wschodnich.